# Szlachcin-Huby (Gran Polonia)
Szlachcin-Huby [pronunciación en polaco: /ˈʂlaxt͡ɕin ˈxubɨ/] (en alemán: Kolonie Adelstätt) es un pueblo ubicado en el distrito administrativo de Gmina Środa Wielkopolska, dentro del Distrito de Środa Wielkopolska, Voivodato de Gran Polonia, en el oeste de Polonia central. Se encuentra aproximadamente a 9 kilómetros al sureste de Środa Wielkopolska y a 40 kilómetros al sureste de la capital regional Poznań.